# Me Beija com Raiva
"Me Beija com Raiva" é uma canção gravada pelo cantor brasileiro Jão para seu álbum de estreia, Lobos (2018). Foi escrita por Jão, Pedro Tófani, Dan Valbusa, Marcelinho Ferraz e Pedro Dash, sendo produzida pelos dois últimos. A canção foi lançada através da Head Media e Universal Music para download digital e streaming em 13 de dezembro de 2018 como segundo e último single do álbum.

## Lançamento
"Me Beija com Raiva" foi lançada através da Head Media e Universal Music em 17 de agosto de 2018 como segunda faixa do primeiro álbum de estúdio de Jão, Lobos. Em novembro de 2018, foi revelado que o álbum iria receber outro single após o lançamento de "Vou Morrer Sozinho". Em 10 dezembro de 2018, foi anunciado que "Me Beija com Raiva" tinha sido escolhida como o próximo single. A canção foi lançada para download digital e streaming em 13 de dezembro de 2018 como segundo e último single do álbum.

## Vídeo musical
O vídeo musical de "Me Beija com Raiva" foi filmado entre 28 e 29 de novembro de 2018 em Américo Brasiliense. Foi dirigido por Pedro Tófani, que também dirigiu os vídeos de Jão para "Imaturo" e "Vou Morrer Sozinho" (ambos de 2018). O vídeo musical foi lançado no YouTube em 13 de dezembro de 2018.

## Apresentações ao vivo
Jão incluiu "Me Beija com Raiva" no repertório de sua Turnê Lobos de 2018. Em 31 de março de 2019, Jão cantou a canção no Festival Nave. Ele cantou a canção no Encontro com Fátima Bernardes em 15 de julho. Jão também incluiu a canção no repertório da Turnê Anti-Herói de 2019. Ele cantou a canção no festival Planeta Brasil em 25 de janeiro de 2020, e no festival Planeta Atlântida em 1 de fevereiro. Em 29 de novembro de 2021, ele novamente cantou a canção no Encontro com Fátima Bernardes. No dia 5 de abril de 2022, ele tocou a canção como parte do show de abertura da banda estadunidense Maroon 5, no Allianz Parque.

## Certificações
| Região                                                        | Certificação | Vendas   |
| ------------------------------------------------------------- | ------------ | -------- |
| Brasil (Pro-Música Brasil)                                    | 3× Platina   | 240.000‡ |
| ‡ vendas+valores de streaming baseados apenas na certificação |              |          |

## Histórico de lançamento
| Região | Data                   | Formato(s)                 | Gravadora                  | Ref.  |
| ------ | ---------------------- | -------------------------- | -------------------------- | ----- |
| Mundo  | 13 de dezembro de 2018 | Download digital streaming | Head Media Universal Music | [ 4 ] |